# Viva Forever
„Viva Forever е осмият сингъл на английската поп група Spice Girls, издаден на 20 юли 1998.
Песента се задържа на първо място в класацията за сингли на Великобритания UK Singles Chart.

## Списък

### Британско, Европейско, Малайзийско (част 1), Австралийско, Бразилско и Тайландско CD
1. „Viva Forever“ (радио редактиран) – 4:10
2. „Viva Forever“ (Tony Rich Remix) – 5:30
3. „Viva Forever“ (Tony Rich инструментал) – 5:42
4. „Viva Forever“ (интерактивно видео) – 4:10

### Британско, Европейско и Малайзийско CD (част 2)
1. „Viva Forever“ (радио редактиран) – 4:10
2. „Who Do You Think You Are“ (на живо) – 4:22
3. „Say You'll Be There“ (на живо) – 4:25

### Японско CD
1. „Viva Forever“ (радио редактиран) – 4:10
2. „Viva Forever“ (Tony Rich Remix) – 5:30
3. „Who Do You Think You Are“ (на живо) – 4:22
4. „Say You'll Be There“ (на живо) – 4:25

### Европейско (част 2) и Френско CD
1. „Viva Forever“ (радио редактиран) – 4:10
2. „Viva Forever“ (Tony Rich Remix) – 5:30

### Британска и Австралийска касета
1. „Viva Forever“ (радио редактиран) – 4:10
2. „Who Do You Think You Are“ (на живо) – 4:22
3. „Say You'll Be There“ (на живо) – 4:25

### Дигитално EP
1. „Viva Forever“ (радио редактиран) – 4:10
2. „Who Do You Think You Are“ (на живо) – 4:22
3. „Say You'll Be There“ (на живо) – 4:26
4. „Viva Forever“ (Tony Rich Remix) – 5:21
5. „Viva Forever“ (Tony Rich инструментал) – 5:42